# Acestes (Märtyrer)
Acestes (auch: Acestus; Namensbedeutung: „der Herankommende“) († um 65 in Rom) war ein römischer Soldat und christlicher Märtyrer. Seine historische Existenz ist jedoch nicht gesichert. Der Überlieferung nach war Acestes einer von drei Legionären, die den Apostel Paulus während der Neronischen Christenverfolgung zu dessen Hinrichtung eskortierten. Paulus bekehrte dabei Acestes und die beiden anderen Legionäre zum Christentum, woraufhin auch diese drei das Martyrium durch Enthauptung erlitten.
Acestes wird als Heiliger verehrt; sein Gedenktag ist der 2. Juli.